# Susan Hayward
Susan Hayward, geboren als Edythe Marrener (Brooklyn, 30 juni 1917 – Hollywood, 14 maart 1975) was een Amerikaanse actrice die vooral bekend werd in de jaren 40 en 50 door films als My Foolish Hart, I'll Cry Tomorrow en I Want to Live!.

## Jeugd
Hayward werd geboren in Brooklyn en groeide in behoorlijke omstandigheden op. Na een succesvolle afronding van haar school begon de opvallende, roodharige Hayward wat modellenwerk te doen in plaats van een baan als secretaresse te zoeken, wat ze eerst ambieerde. In 1937 ging ze naar Hollywood om - evenals vele andere ambitieuze actrices - auditie te doen voor de rol van Scarlett O'Hara in de film Gone with the Wind. Ze kreeg de rol niet, maar zette wel haar eerste stap in de filmindustrie. Pas in 1939 kreeg ze een volwaardige rol in de film Beau Geste met Gary Cooper als tegenspeler. In 1941 speelde ze de vrouwelijke hoofdrol in de thriller Among the Living.

## Carrière
In 1942 kreeg ze de rol van zuidelijke schone in Reap the Wild Wind. Regisseur was Cecil B. DeMille. Dit was Haywards eerste grote succes, waardoor ze meer rollen aangeboden kreeg. In 1947 ontving ze haar eerste Oscar-nominatie voor haar rol in Smash-Up: The Story of a Woman. Hierin speelde Hayward een alcoholiste. Haar spel werd door de critici geprezen, maar de Oscar ging naar Loretta Young. In 1949 volgde de tweede nominatie voor My Foolish Heart, maar opnieuw verloor ze. Deze Oscar-nominaties zorgden er echter wel voor dat Hayward een echte Hollywoodster werd. Ze kon nu zelf haar scripts uitkiezen. Ze werd in 1953 en 1955 weer genomineerd voor een Oscar, voor de films With a Song in my Heart en I'll Cry Tomorrow. In 1953 won Audrey Hepburn, in 1955 Anna Magnani.

### I Want to Live!
In 1958 werd haar de rol van Barbara Graham aangeboden in de film I Want to Live!. Graham was een vrouw uit Californië die wegens moord veroordeeld was tot de doodstraf. Hayward probeerde Graham zo eerlijk en menselijk mogelijk neer te zetten. De critici vonden dat ze hierin geslaagd was: de vertolking wordt nog steeds als een van de beste in de filmgeschiedenis beschouwd. De film was ook een commercieel succes. Hollywood beloonde haar dat jaar dan ook met de door haar felbegeerde Oscar voor beste actrice.

### Latere jaren
Na I Want to Live! speelde Hayward nog een aantal hoofd- en bijrollen. Ook zette ze wat stapjes bij de televisie. Haar laatste filmrol speelde ze in 1972. In dat jaar werd bij haar een hersentumor geconstateerd. Mogelijk was de oorzaak ioniserende straling waaraan ze werd blootgesteld in Utah tijdens de opnamen voor The Conqueror in 1956. Haywards laatste openbare optreden was in 1974, toen ze de Oscar voor beste actrice uit mocht reiken. Ze was toen al erg ziek en werd bijgestaan door Charlton Heston. Bij die gelegenheid ontmoette ze ook Katharine Hepburn, die haar aanspoorde om tegen haar ziekte te blijven vechten. Op 14 maart 1975 verloor ze de strijd en stierf ze in haar huis te Hollywood. Ze werd begraven naast haar tweede man: Eaton Chalkey. Ze liet twee zoons uit een eerder huwelijk met acteur Jess Barker achter.

## Academy Awards

### Gewonnen
- Gewonnen I Want to Live! (1958)

### Nominaties
- Nominatie Smash-Up: The Story of a Woman (1947)
- Nominatie My Foolish Hart (1949)
- Nominatie With a Song in my Heart (1953)
- Nominatie I'll Cry Tomorrow (1955)

## Filmografie
| - Hollywood Hotel (1937) - Campus Cinderella (1938) - The Sisters (1938) - Girls on Probation (1938) - Comet Over Broadway (1938) - Beau Geste (1939) - Our Leading Citizen (1939) - $1000 a Touchdown (1939) - Adam Had Four Sons (1941) - Sis Hopkins (1941) - Among the Living (1941) - Reap the Wild Wind (1942) - A Letter from Bataan (1942) - The Forest Rangers (1942) - I Married a Witch (1942) - Star Spangled Rhythm (1942) - Young and Willing (1943) - Hit Parade of 1943 (1943) - Jack London (1943) - The Fighting Seabees (1944) - Skirmish on the Home Front (1944) - The Hairy Ape (1944) - And Now Tomorrow (1944) - Deadline at Dawn (1946) - Canyon Passage (1946) - Smash-Up: The Story of a Woman (1947) - They Won't Believe Me (1947) - The Lost Moment (1947) | - Tap Roots (1948) - The Saxon Charm (1948) - Tulsa (1949) - House of Strangers (1949) - My Foolish Heart (1949) - Rawhide (1951) - David & Bathsheba (1951) - Snows of Kilimanjaro (1952) - Demetrius and the Gladiators (1954) - Garden of Evil (1954) - Soldier of Fortune (1955) - I'll Cry Tomorrow (1955) - Untamed (1955) - The Conqueror (1956) - Top Secret Affair (1957) - I Want to Live! (1958) - Thunder in the Sun (1959) - Woman Obsessed (1959) - The Marriage-Go-Round (1961) - Ada (1961) - Back Street (1961) - I Thank a Fool (1962) - Stolen Hours (1963) - Where Love Has Gone (1964) - Think Twentieth (1967) - The Honey Pot (1967) - Valley of the Dolls (1967) - The Revengers (1972) |